# Liste des lauréats du prix Booker en fiction
Cet article est une liste des lauréats du prix Booker en fiction.
Pour chaque année, le nom des lauréats est suivi des autres sélectionnés.
| 1969                                              |
| 1970 1971 1972 1973 1974 1975 1976 1977 1978 1979 |
| 1980 1981 1982 1983 1984 1985 1986 1987 1988 1989 |
| 1990 1991 1992 1993 1994 1995 1996 1997 1998 1999 |
| 2000 2001 2002 2003 2004 2005 2006 2007 2008 2009 |
| 2010 2011 2012 2013 2014 2015 2016 2017 2018 2019 |
| 2020 2021                                         |

## 1969
- Percy Howard Newby, Something to Answer For
  - Barry England, Figures in a Landscape
  - Nicholas Mosley, Impossible Object
  - Iris Murdoch, The Nice and the Good
  - Muriel Spark, The Public Image
  - Gordon Williams (en), From Scenes like These

## 1970
- Bernice Rubens, The Elected Member
  - A. L. Barker, John Brown's Body
  - Elizabeth Bowen, Eva Trout
  - Iris Murdoch, Bruno's Dream
  - William Trevor, Mrs Eckdorf in O'Neill's Hotel
  - Terence Wheeler (en), The Conjunction

## 1971
- V. S. Naipaul, Dans un État libre (In a Free State)
  - Thomas Kilroy (en), The Big Chapel
  - Doris Lessing, Briefing for a Descent into Hell
  - Mordecai Richler, St Urbain's Horseman
  - Derek Robinson (en), Goshawk Squadron
  - Elizabeth Taylor, Mrs Palfrey at the Claremont

## 1972
- John Berger, G
  - Susan Hill, Bird of Night
  - Thomas Keneally, The Chant of Jimmy Blacksmith
  - David Storey, Pasmore

## 1973
- James Gordon Farrell, The Siege of Krishnapur
  - Beryl Bainbridge, The Dressmaker
  - Elizabeth Mavor (en), The Green Equinox
  - Iris Murdoch, The Black Prince

## 1974
- Nadine Gordimer, Le Conservateur (The Conservationist), et Stanley Middleton, Holiday
  - Kingsley Amis, Ending Up
  - Beryl Bainbridge, The Bottle Factory Outing
  - Charles Percy Snow, In Their Wisdom

## 1975
- Ruth Prawer Jhabvala, Chaleur et Poussière (Heat and Dust)
  - Thomas Keneally, Gossip from the Forest

## 1976
- David Storey, Saville (en)
  - André Brink, An Instant in the Wind
  - R. C. Hutchinson (en), Rising
  - Brian Moore, The Doctor's Wife
  - Julian Rathbone, King Fisher Lives
  - William Trevor, The Children of Dynmouth

## 1977
- Paul Scott, Staying On
  - Paul Bailey, Peter Smart's Confessions
  - Caroline Blackwood (en), Great Granny Webster
  - Jennifer Johnston, Shadows on our Skin
  - Penelope Lively, The Road to Lichfield
  - Barbara Pym, Quartet in Autumn

## 1978
- Iris Murdoch, La Mer, la mer (The Sea, the Sea)
  - Kingsley Amis, Jake's Thing
  - André Brink, Rumours of Rain
  - Penelope Fitzgerald, The Bookshop
  - Jane Gardam, God on the Rocks
  - Bernice Rubens, A Five-Year Sentence

## 1979
- Penelope Fitzgerald, Offshore
  - Thomas Keneally, Confederates
  - V. S. Naipaul, À la courbe du fleuve (A Bend in the River)
  - Julian Rathbone, Joseph (roman)
  - Fay Weldon, Praxis

## 1980
- William Golding, Rites de passage (Rites of Passage)
  - Anthony Burgess, Earthly Powers
  - Anita Desai, Clear Light of Day
  - Alice Munro, The Beggar Maid
  - Julia O'Faolain, No Country for Young
  - Barry Unsworth, Pascali's Island
  - J. L. Carr (en), Un mois à la campagne (A Month in the Country)

## 1981
- Salman Rushdie, Les Enfants de minuit (Midnight's Children)
  - Molly Keane, Good Behaviour
  - Doris Lessing, Les Expériences siriennes (The Sirian Experiments)
  - Ian McEwan, Un bonheur de rencontre (The Comfort of Strangers)
  - Ann Schlee (en), Rhine Journey
  - Muriel Spark, Loitering with Intent
  - D. M. Thomas, The White Hotel

## 1982
- Thomas Keneally, La Liste de Schindler (Schindler's Ark)
  - John Arden, Silence Among the Weapons
  - William Boyd, An Ice-Cream War
  - Lawrence Durrell, Constance or Solitary
  - Alice Thomas Ellis, The 27th Kingdom
  - Timothy Mo (en), Sour Sweet

## 1983
- J. M. Coetzee, Michael K, sa vie, son temps (Life and Times of Michael K)
  - Malcolm Bradbury, Rates of Exchange
  - John Fuller, Flying to Nowhere
  - Anita Mason (en), L'Illusionniste
  - Salman Rushdie, La Honte (Shame)
  - Graham Swift, Waterland

## 1984
- Anita Brookner, Hôtel du Lac
  - J. G. Ballard, Empire du soleil (Empire of the Sun)
  - Julian Barnes, Flaubert's Parrot
  - Anita Desai, In Custody
  - Penelope Lively, According to Mark
  - David Lodge, Small World

## 1985
- Keri Hulme, The Bone People
  - Peter Carey, Illywhacker
  - J. L. Carr (en), The Battle of Pollocks Crossing
  - Doris Lessing, The Good Terrorist
  - Jan Morris, Last Letters from Hav
  - Iris Murdoch, The Good Apprentice

## 1986
- Kingsley Amis, The Old Devils
  - Margaret Atwood, La Servante écarlate (The Handmaid's Tale)
  - Paul Bailey, Gabriel's Lament
  - Robertson Davies, What's Bred in the Bone
  - Kazuo Ishiguro, Un artiste du monde flottant (An Artist of the Floating World)
  - Timothy Mo (en), An Insular Possession

## 1987
- Penelope Lively, Serpent de Lune (Moon Tiger)
  - Chinua Achebe, Anthills of the Savannah
  - Peter Ackroyd, Chatterton
  - Nina Bawden, Circles of Deceit
  - Brian Moore, The Colour of Blood
  - Iris Murdoch, The Book and the Brotherhood

## 1988
- Peter Carey, Oscar and Lucinda
  - Bruce Chatwin, Utz
  - Penelope Fitzgerald, The Beginning of Spring
  - David Lodge, Jeu de société (Nice Work)
  - Salman Rushdie, Les Versets sataniques (The Satanic Verses)
  - Marina Warner, The Lost Father

## 1989
- Kazuo Ishiguro, Les vestiges du jour (The Remains of the Day)
  - Margaret Atwood, Cat's Eye
  - John Banville, The Book of Evidence
  - Sybille Bedford, Jigsaw
  - James Kelman, A Disaffection
  - Rose Tremain, Le Don du roi (Restoration)

## 1990
- A.S. Byatt, Possession
  - Beryl Bainbridge, An Awfully Big Adventure
  - John McGahern, Amongst Women
  - Brian Moore, Lies of Silence
  - Mordecai Richler, Solomon Gursky Was Here

## 1991
- Ben Okri, La Route de la faim (The Famished Road)
  - Martin Amis, Time's Arrow
  - Roddy Doyle, The Van
  - Rohinton Mistry, Such a Long Journey
  - Timothy Mo (en), The Redundancy of Courage
  - William Trevor, Reading Turgenev (from Two Lives)

## 1992
- Michael Ondaatje, L'Homme flambé / Le Patient anglais (The English Patient) et Barry Unsworth, Sacred Hunger
  - Christopher Hope, Serenity House
  - Patrick McCabe, Le Garçon boucher (en)
  - Ian McEwan, Les Chiens noirs (Black Dogs)
  - Michèle Roberts (en), Daughters of the House

## 1993
- Roddy Doyle, Paddy Clarke Ha Ha Ha
  - Tibor Fischer, Under the Frog
  - Michael Ignatieff, Scar Tissue
  - David Malouf, Remembering Babylon
  - Caryl Phillips, Crossing the River
  - Carol Shields, The Stone Diaries

## 1994
- James Kelman, How late it was, how late
  - Romesh Gunesekera (en), Reef
  - Abdulrazak Gurnah, Paradise
  - Alan Hollinghurst, The Folding Star
  - George Mackay Brown, Beside the Ocean of Time
  - Jill Paton Walsh, Knowledge of Angels

## 1995
- Pat Barker, The Ghost Road
  - Justin Cartwright, In Every Face I Meet
  - Salman Rushdie, The Moor's Last Sigh
  - Barry Unsworth, Morality Play
  - Tim Winton, The Riders

## 1996
- Graham Swift, La Dernière Tournée (Last Orders)
  - Margaret Atwood, Captive (Alias Grace)
  - Beryl Bainbridge, Every Man for Himself
  - Seamus Deane, Reading in the Dark
  - Shena Mackay (en), The Orchard on Fire
  - Rohinton Mistry, A Fine Balance

## 1997
- Arundhati Roy, Le Dieu des Petits Riens (The God of Small Things)
  - Jim Crace, Quarantine
  - Mick Jackson, The Underground Man
  - Bernard MacLaverty (en), Grace Notes
  - Tim Parks, Europa 
  - Madeleine St John (en), The Essence of the Thing

## 1998
- Ian McEwan, Amsterdam
  - Beryl Bainbridge, Master Georgie
  - Julian Barnes, England England
  - Martin Booth (en), The Industry of Souls
  - Patrick McCabe, Breakfast on Pluto
  - Magnus Mills (en), The Restraint of Beasts

## 1999
- J. M. Coetzee, Disgrâce (Disgrace)
  - Anita Desai, Fasting, Feasting
  - Michael Frayn, Headlong
  - Andrew O'Hagan, Our Fathers
  - Ahdaf Soueif, The Map of Love
  - Colm Tóibín, The Blackwater Lightship (en)

## 2000
- Margaret Atwood, Le Tueur aveugle (en) (The Blind Assassin)
  - Trezza Azzopardi, The Hiding Place
  - Michael Collins, The Keepers of Truth
  - Kazuo Ishiguro, Quand nous étions orphelins (When We Were Orphans)
  - Matthew Kneale, Les Passagers anglais (English Passengers)
  - Brian O'Doherty, The Deposition of Father McGeevy

## 2001
- Peter Carey, Véritable Histoire du gang Kelly (True History of the Kelly Gang)
  - Ian McEwan, Expiation (Atonement)
  - Andrew Miller, Oxygen
  - David Mitchell, number9dream
  - Rachel Seiffert (en), The Dark Room
  - Ali Smith, Hotel World

## 2002
- Yann Martel, L'Histoire de Pi (Life of Pi)
  - Rohinton Mistry, Une simple affaire de famille (Family Matters)
  - Carol Shields, Unless
  - William Trevor, The Story of Lucy Gault
  - Sarah Waters, Du bout des doigts (Fingersmith)
  - Tim Winton, Dirt Music

## 2003
- DBC Pierre, Le Bouc Hémisphère (Vernon God Little)
  - Monica Ali, Brick Lane
  - Margaret Atwood, Oryx and Crake
  - Damon Galgut, The Good Doctor
  - Zoë Heller (en), Chronique d'un scandale (Notes on a Scandal)
  - Clare Morrall (en), Astonishing Splashes of Colour

## 2004
- Alan Hollinghurst, Chronique d'un scandale (The Line of Beauty)
  - Achmat Dangor (en), Bitter Fruit
  - Sarah Hall, The Electric Michelangelo
  - David Mitchell, Cloud Atlas
  - Colm Tóibín, The Master
  - Gerard Woodward (en), I'll go to Bed at Noon

## 2005
- John Banville, La Mer (The Sea)
  - Julian Barnes, Arthur & George
  - Sebastian Barry, A Long Long Way
  - Kazuo Ishiguro, Auprès de moi toujours (Never Let Me Go)
  - Ali Smith, The Accidental
  - Zadie Smith, On Beauty

## 2006
- Kiran Desai, The Inheritance of Loss
  - Kate Grenville, The Secret River
  - M. J. Hyland (en), Carry Me Down
  - Hisham Matar (en), In the Country of Men
  - Edward St Aubyn, Mother's Milk
  - Sarah Waters, La Ronde de nuit (The Night Watch)

## 2007
- Anne Enright, Le Rassemblement (en)
  - Nicola Barker, Darkmans
  - Mohsin Hamid, L'Intégriste malgré lui (The Reluctant Fundamentalist)
  - Lloyd Jones (en), Mr. Pip
  - Ian McEwan, On Chesil Beach
  - Indra Sinha (en), Animal's People

## 2008
- Aravind Adiga, The White Tiger
  - Sebastian Barry, The Secret Scripture
  - Amitav Ghosh, Sea of Poppies
  - Linda Grant, The Clothes on Their Backs
  - Philip Hensher (en), The Northern Clemency
  - Steve Toltz, Une partie du tout (A Fraction of the Whole)

## 2009
- Hilary Mantel, Wolf Hall
  - J. M. Coetzee, Summertime
  - Antonia Susan Byatt, The children's book
  - Simon Mawer, The Glass Room
  - Adam Foulds (en), The Quickening Maze
  - Sarah Waters, L'Indésirable (The Little Stranger)

## 2010
- Howard Jacobson, The Finkler Question
  - Peter Carey, Parrot and Olivier in America
  - Emma Donoghue, Room
  - Damon Galgut, In a Strange Room
  - Andrea Levy, The Long Song
  - Tom McCarthy, C (nouvelle)

## 2011
- Julian Barnes, The Sense of an Ending
  - Carol Birch (en), Jamrach's Menagerie
  - Patrick deWitt, The Sisters Brothers
  - Esi Edugyan, Half-Blood Blues
  - Stephen Kelman (en), Pigeon English
  - A. D. Miller, Snowdrops

## 2012
- Hilary Mantel, Bring Up The Bodies
  - Tan Twan Eng (en), The Garden of Evening Mists
  - Deborah Levy, Swimming Home
  - Alison Moore (en), The Lighthouse (nouvelle)
  - Will Self, Umbrella (nouvelle)
  - Jeet Thayil (en), Narcopolis

## 2013
- Eleanor Catton, Les Luminaires (The Luminaries)
  - NoViolet Bulawayo, We Need New Names
  - Jim Crace, Harvest
  - Jhumpa Lahiri, The Lowland
  - Ruth Ozeki, A Tale for the Time Being
  - Colm Tóibín, The Testament of Mary

## 2014
- Richard Flanagan, La Route étroite vers le Nord lointain[1] (The Narrow Road to the Deep North)
  - Joshua Ferris, To Rise Again at a Decent Hour
  - Karen Joy Fowler, Nos années sauvages (We Are All Completely Beside Ourselves)
  - Howard Jacobson, J
  - Neel Mukherjee, The Lives of Others
  - Ali Smith, How to Be Both

## 2015
- Marlon James, Brève histoire de sept meurtres (A Brief History of Seven Killings)[2]
  - Tom McCarthy, Satin Island
  - Chigozie Obioma, The Fishermen
  - Sunjeev Sahota (en), The Year of the Runaways
  - Anne Tyler, A Spool of Blue Thread
  - Hanya Yanagihara, A Little Life

## 2016
- Paul Beatty, Moi contre les États-Unis d'Amérique  (The Sellout)
  - Deborah Levy, Hot Milk
  - Graeme Macrae Burnet, His Bloody Project
  - Ottessa Moshfegh, Eileen
  - David Szalay, All That Man Is
  - Madeleine Thien, Do Not Say We Have Nothing

## 2017
- George Saunders, Lincoln au Bardo (Lincoln in the Bardo)
  - Paul Auster, 4 3 2 1
  - Emily Fridlund (en), History of Wolves'
  - Mohsin Hamid, Exit West
  - Fiona Mozley (en), Elmet
  - Ali Smith, Autumn

## 2018
- Anna Burns, Milkman
  - Esi Edugyan, Washington Black
  - Daisy Johnson, Everything Under
  - Rachel Kushner, Le Mars Club (The Mars Room)
  - Richard Powers, L'Arbre-monde (The Overstory)
  - Robin Robertson (en), The Long Take

## 2019
- Margaret Atwood, Les Testaments (The Testaments)  et Bernardine Evaristo, Fille, femme, autre (Girl, Woman, Other)
  - Lucy Ellmann, Ducks, Newburyport
  - Chigozie Obioma, An Orchestra of Minorities
  - Salman Rushdie, Quichotte
  - Elif Shafak, 10 Minutes 38 Seconds in This Strange World

## 2020
- Douglas Stuart, Shuggie Bain[3]
  - Diane Cook (en), Dans l'État Sauvage (The New Wilderness)
  - Avni Doshi (en), Burnt Sugar
  - Brandon Taylor (en), Real Life
  - Tsitsi Dangarembga, This Mournable Body
  - Maaza Mengiste, The Shadow King

## 2021
- Damon Galgut, The Promise
  - Anuk Arudpragasam, A Passage North
  - Patricia Lockwood (en), No One Is Talking About This
  - Nadifa Mohamed, The Fortune Men
  - Richard Powers, Bewilderment
  - Maggie Shipstead, Great Circle